# 塔尔拉帕尔莱
塔尔拉帕尔莱（Tallapalle），是印度安得拉邦Adilabad县的一个城镇。总人口10937（2001年）。

## 人口
该地2001年总人口10937人，其中男性5638人，女性5299人；0—6岁人口1220人，其中男641人，女579人；识字率55.54%，其中男性为63.11%，女性为47.48%。